# Renault Sport Spider
Renault Sport Spider är en roadster som producerades av den franska biltillverkaren Renault Sport  (ett dotterbolag till Renault) mellan 1996 och 1999.
I början av 1995 presenterade Renault Sport sin Spider på bilsalongen i Genève. Produktionen startade i december 1995 vid Alpine-fabriken i franska Dieppe.
Renault Sport Spider utvecklades av ”Nogaro Technologies” under överinseende av Claude Fior. Claude Fior är mer känd från hans medverkan i utvecklingen av Renaults Formel-bilar. Den tekniska plattformen kom till största delen från Renault Mégane 2.0 16V. Ramen utvecklades helt i aluminium av Fior och karossen var tillverkad i kompositmaterial, mestadels glasfiber. Vindavvisaren som användes istället för vindruta på de första bilarna patenterades av Claude Fior. Senare under 1996 kom en mer praktisk version med vindruta. Luftkudde introducerades också på förarsidan. Från början producerades Spidern i tre färgkombinationer: gul (535), blå (250) och röd (273), alla med ett grått parti som sett från sidan följde drivlinan (motor, växellåda, drivaxel och bakhjul). 1997 introducerades ytterligare en färg: titangrå (647) (enfärgad, utan det grå partiet).

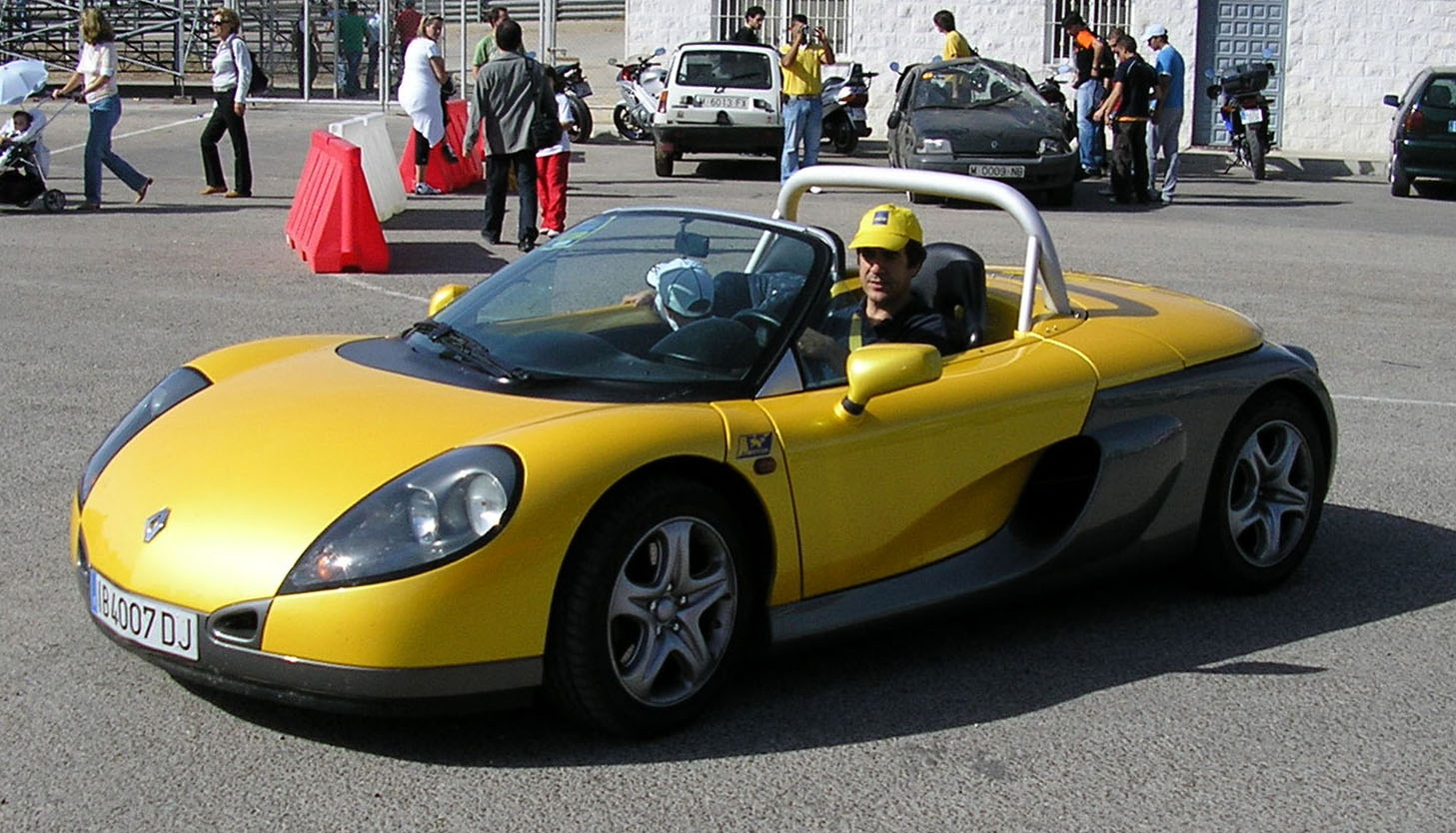
En Renault Spider med vindruta

Aluminiumchassit levererades av Hydro-Aluminium i Norge. Spidern monterades för hand i Alpine-fabriken i Dieppe, där det tog cirka 90 timmar att sätta samman en Spider.
Renault Sport Spider fanns även i en egen tävlingsklass kallad "Trophy". Dessa bilar var utan vindruta och utrustade med en sexväxlad sekventiell växellåda, en annorlunda kamaxel, oljekylare, släckningsutrustning, ej öppningsbara dörrar med mera. Ungefär 90 stycken tillverkades i denna version. Totalt tillverkades ungefär 350 bilar utan vindruta (enbart med den patenterade vindavvisaren).

## Antal tillverkade bilar
1 640 stycken Renault Sport Spider-bilar ska enligt Renault ha tillverkats, men ingen verkar veta de exakta siffrorna, som varierar från beroende på källa från 1 493 till 1 920.
Renaults siffror är:
- 524 under 1996
- 675 under 1997
- 380 under 1998
- 61 under 1999